# Xã 4, Quận Morris, Kansas
Xã 4 (tiếng Anh: Township 4) là một xã thuộc quận Morris, tiểu bang Kansas, Hoa Kỳ. Năm 2010, dân số của xã này là 236 người.